# ژرف‌دم‌شناگر
ژرف‌دم‌شناگر (نام علمی: Hypuronector) نام یک سرده از راسته نیاخزندگان است.